# جائزة يوهان سكايت للعلوم السياسية
جائزة يوهان سكايت للعلوم السياسية جائزة سويدية، تأسست في عام 1995 من قبل مؤسسة يوهان سكايت في جامعة أوبسالا. الأساس نفسه يعود إلى عام 1622 عندما تبرع السياسي و مستشار الجامعة، يوهان سكايت (1577-1645)، بأنشاء كرسي الأستاذية «سكايت». وتبلغ قيمة الجائزة 500000 كرونة سويدية (حوالي 70000 دولار)، تمنحها المؤسسة لاهم الباحثين في العلوم السياسية.

## قائمة الحاصلين على الجائزة
| العام | الفائز                                             |
| ----- | -------------------------------------------------- |
| 1995  | روبرت دال (1915–2014), أمريكا, جامعة ييل           |
| 1996  | خوان ج ينز (1926–2013), إسباني أمريكي, جامعة ييل   |
| 1997  | اريند يجبهارت (b. 1936), هولندي, جامعة كاليفورنيا  |
| 1998  | الكسندر ل. جورج (1920–2006) جامعة ستانفورد         |
| 1999  | إلينور أوستروم (1933–2012), أمريكية, جامعة إنديانا |
| 2000  |                                                    |
| 2001  | بريان باري (1936–2009), بريطاني, جامعة كولمبيا     |
| 2002  | سيدني فيربا (b. 1932), أمريكي, جامعة هارفرد        |
| 2003  |                                                    |
| 2004  |                                                    |
| 2005  |                                                    |
| 2006  |                                                    |
| 2007  |                                                    |
| 2008  |                                                    |
| 2009  |                                                    |
| 2010  |                                                    |
| 2011  |                                                    |
| 2012  |                                                    |
| 2013  | روبرت أكسلرود (b. 1943), أمريكي, جامعة ميشيغان     |
| 2014  | ديفيد كولير (b. 1942), أمريكي, جامعة كاليفورنيا    |

## وصلات خارجية
الموقع الرسمي للجائزة]
robert dahl